# Grande Prêmio da Austrália de 1996
Resultados do Grande Prêmio da Austrália de Fórmula 1 realizado em Melbourne em 10 de março de 1996. Primeira etapa da temporada, nele estreou Jacques Villeneuve, piloto da Williams-Renault e futuro campeão mundial. Pole position e líder de quase toda a prova, o canadense foi o segundo colocado devido a problemas na pressão do óleo e assim o britânico Damon Hill, companheiro de equipe de Villeneuve, repetiu a vitória do ano anterior.

## Relatório da prova

### Bastidores
Após onze edições consecutivas a Fórmula 1 trocou a pista de Adelaide por outro circuito a fim de correr na Austrália, que pela primeira vez em sua história sedia dois grandes prêmios consecutivos, visto que foi palco da corrida final de 1995.
Não bastasse a mudança de sede e a intensa troca de pilotos e equipes, esta foi a primeira corrida a adotar o sistema de cinco luzes vermelhas como sinal de largada e estas seriam acionadas em sequência após a chegada dos pilotos aos seus lugares no grid. Segue-se então uma pausa pré-determinada e a direção de prova autoriza a competição tão logo as luzes vermelhas sejam apagadas. Outra novidade é que os treinos de classificação ocorreriam apenas aos sábados a partir desta prova.
Originalmente o japonês Taki Inoue correria pela Minardi como piloto pagante, mas como não fizeram o depósito na conta da equipe ele foi trocado por Giancarlo Fisichella, o favorito da Marlboro para correr no time de Faenza desde o início.

### Treinos
Jacques Villeneuve fez sua estreia na Fórmula 1 assegurando a pole position numa primeira fila completada por Damon Hill, seu companheiro na equipe Wiiliams.
Por outro lado os carros da equipe Forti, apesar do sétimo lugar na prova do ano passado, não se classificaram para a corrida graças ao limite de 107% em relação ao melhor tempo do grid, dispositivo regulamentar que impede os carros mais lentos de funcionarem como "chicanes móveis" durante o GP.

### A corrida
Logo nos primeiros metros a Jordan de Martin Brundle foi lançada para fora da pista após um toque que resultou numa imagem forte para o público e os telespectadores, mas apesar do bólido ter se partido ao meio o piloto nada sofreu. Mediante isso a direção de prova determinou um novo procedimento de largada.
Villeneuve manteve a primeira posição na largada com Hill em segundo ao passo que Schumacher superou Irvine na disputa interna da Ferrari e acelerou para manter-se junto aos líderes numa perseguição que durou dezenove voltas quando o alemão foi em direção aos boxes. Livres do rival ferrarista, os carros de Grove travaram um duelo particular separados por uma diferença na casa de um segundo até que, na metade da corrida, o filho de Gilles Villeneuve fez sua parada e reassumiu a liderança ao ultrapassar Damon Hill no momento em que o inglês voltou do pit lane, mas a pressão exercida sobre Jacques Villeneuve o fez sair da pista na trigésima quarta volta, embora seus reflexos o tenham mantido em primeiro lugar. A essa altura Michael Schumacher já abandonara a disputa graças a uma falha nos freios.
Há cinco giros do fim os esforços de Hill fizeram a vantagem de Villeneuve cair para menos de um segundo e nesse instante o canadense notou que a pressão de óleo do seu carro atingiu níveis perigosos e diminuiu o ritmo abrindo passagem para a vitória de Damon Hill conformando-se com a segunda posição, garantida graças à robusta diferença superior a cinquenta segundos em relação a Eddie Irvine.
O segundo triunfo consecutivo de Damon Hill na Austrália o fez igualar as quatorze vitórias de seu pai, Graham Hill.

## Classificação da prova

### Treino oficial
| 1                         | 6  | Jacques Villeneuve    | Williams-Renault   | 1:32.371 |         |
| 2                         | 5  | Damon Hill            | Williams-Renault   | 1:32.509 | + 0.138 |
| 3                         | 2  | Eddie Irvine          | Ferrari            | 1:32.889 | + 0.518 |
| 4                         | 1  | Michael Schumacher    | Ferrari            | 1:33.125 | + 0.754 |
| 5                         | 7  | Mika Häkkinen         | McLaren-Mercedes   | 1:34.054 | + 1.683 |
| 6                         | 3  | Jean Alesi            | Benetton-Renault   | 1:34.257 | + 1.886 |
| 7                         | 4  | Gerhard Berger        | Benetton-Renault   | 1:34.344 | + 1.973 |
| 8                         | 11 | Rubens Barrichello    | Jordan-Peugeot     | 1:34.474 | + 2.103 |
| 9                         | 15 | Heinz-Harald Frentzen | Sauber-Ford        | 1:34.494 | + 2.123 |
| 10                        | 19 | Mika Salo             | Tyrrell-Yamaha     | 1:34.832 | + 2.461 |
| 11                        | 9  | Olivier Panis         | Ligier-Mugen/Honda | 1:35.330 | + 2.959 |
| 12                        | 17 | Jos Verstappen        | Footwork-Hart      | 1:35.338 | + 2.967 |
| 13                        | 8  | David Coulthard       | McLaren-Mercedes   | 1:35.351 | + 2.980 |
| 14                        | 14 | Johnny Herbert        | Sauber-Ford        | 1:35.453 | + 3.082 |
| 15                        | 18 | Ukyo Katayama         | Tyrrell-Yamaha     | 1:35.715 | + 3.344 |
| 16                        | 21 | Giancarlo Fisichella  | Minardi-Ford       | 1:35.898 | + 3.527 |
| 17                        | 20 | Pedro Lamy            | Minardi-Ford       | 1:36.109 | + 3.738 |
| 18                        | 16 | Ricardo Rosset        | Footwork-Hart      | 1:36.198 | + 3.827 |
| 19                        | 12 | Martin Brundle        | Jordan-Peugeot     | 1:36.286 | + 3.915 |
| 20                        | 10 | Pedro Paulo Diniz     | Ligier-Mugen/Honda | 1:36.298 | + 3.927 |
| Limite dos 107%: 1:38.837 |    |                       |                    |          |         |
| DNQ                       | 22 | Luca Badoer           | Forti-Ford         | 1:39.202 | + 6.831 |
| DNQ                       | 23 | Andrea Montermini     | Forti-Ford         | 1:42.087 | + 9.716 |
| Fonte:                    |    |                       |                    |          |         |

### Corrida
| Pos.   | Nº | Piloto                | Construtor         | Voltas | Tempo/Diferença    | Grid | Pontos |
| ------ | -- | --------------------- | ------------------ | ------ | ------------------ | ---- | ------ |
| 1      | 5  | Damon Hill            | Williams-Renault   | 58     | 1:32:50.491        | 2    | 10     |
| 2      | 6  | Jacques Villeneuve    | Williams-Renault   | 58     | + 38.020           | 1    | 6      |
| 3      | 2  | Eddie Irvine          | Ferrari            | 58     | + 1:02.571         | 3    | 4      |
| 4      | 4  | Gerhard Berger        | Benetton-Renault   | 58     | + 1:17.037         | 7    | 3      |
| 5      | 7  | Mika Häkkinen         | McLaren-Mercedes   | 58     | + 1:35.071         | 5    | 2      |
| 6      | 19 | Mika Salo             | Tyrrell-Yamaha     | 57     | + 1 volta          | 10   | 1      |
| 7      | 9  | Olivier Panis         | Ligier-Mugen/Honda | 57     | + 1 volta          | 11   |        |
| 8      | 15 | Heinz-Harald Frentzen | Sauber-Ford        | 57     | + 1 volta          | 9    |        |
| 9      | 16 | Ricardo Rosset        | Footwork-Hart      | 56     | + 2 voltas         | 18   |        |
| 10     | 10 | Pedro Paulo Diniz     | Ligier-Mugen/Honda | 56     | + 2 voltas         | 20   |        |
| 11     | 18 | Ukyo Katayama         | Tyrrell-Yamaha     | 55     | + 3 voltas         | 15   |        |
| Ret    | 20 | Pedro Lamy            | Minardi-Ford       | 42     | Cinto de segurança | 17   |        |
| Ret    | 1  | Michael Schumacher    | Ferrari            | 32     | Freios             | 4    |        |
| Ret    | 21 | Giancarlo Fisichella  | Minardi-Ford       | 32     | Embreagem          | 16   |        |
| Ret    | 11 | Rubens Barrichello    | Jordan-Peugeot     | 29     | Motor              | 8    |        |
| Ret    | 8  | David Coulthard       | McLaren-Mercedes   | 24     | Aceleração         | 13   |        |
| Ret    | 17 | Jos Verstappen        | Footwork-Hart      | 15     | Motor              | 12   |        |
| Ret    | 3  | Jean Alesi            | Benetton-Renault   | 9      | Colisão            | 6    |        |
| Ret    | 12 | Martin Brundle        | Jordan-Peugeot     | 1      | Colisão            | 19   |        |
| Ret    | 14 | Johnny Herbert        | Sauber-Ford        | 0      | Colisão            | 14   |        |
| DNQ    | 22 | Luca Badoer           | Forti-Ford         |        | Acima dos 107%     | 21   |        |
| DNQ    | 23 | Andrea Montermini     | Forti-Ford         |        | Acima dos 107%     | 22   |        |
| Fonte: |    |                       |                    |        |                    |      |        |

## Tabela do campeonato após a corrida
| Pos. | Piloto             | Pontos |
| ---- | ------------------ | ------ |
| 1    | Damon Hill         | 10     |
| 2    | Jacques Villeneuve | 6      |
| 3    | Eddie Irvine       | 4      |
| 4    | Gerhard Berger     | 3      |
| 5    | Mika Häkkinen      | 2      |

| Pos. | Construtor       | Pontos |
| ---- | ---------------- | ------ |
| 1    | Williams-Renault | 16     |
| 2    | Ferrari          | 4      |
| 3    | Benetton-Renault | 3      |
| 4    | McLaren-Mercedes | 2      |
| 5    | Tyrrell-Yamaha   | 1      |

- Nota: Somente as primeiras cinco posições estão listadas.